# Clavulina puiggarii
Clavulina puiggarii é uma espécie de fungo pertencente à família Clavulinaceae.